# حمام اسلام منشاد
حمام اسلام منشاد مربوط به دوره ایلخانی است و در شهرستان مهریز، بخش مرکزی، دهستان میانکوه = روستای منشاد واقع شده و این اثر در تاریخ ۷ اسفند ۱۳۸۶ با شمارهٔ ثبت ۲۱۶۹۹ به‌عنوان یکی از آثار ملی ایران به ثبت رسیده است.